# Frank Lewis Marsh
Frank Lewis Marsh, född 18 oktober 1899 i Aledo i Illinois, död 14 juli 1992, var en amerikansk biolog och kreationistförfattare. 1963 grundade han och tio andra Creation Research Society tillsammans med mer välkända kreationister som Henry M. Morris och Duane Gish.

## Biografi
Frank Lewis Marsh publicerade själv sin bok Fundamental Biology 1941 och beskrev sig där som en fundamentalistvetenskapsman ("fundamentalist scientist"). Han menade att de moderna mänskliga "raserna" är degenererade former av den förste skapade mannen. Han myntade begreppet baramin för Första Moseboks "art".
Frank Lewis Marsh dog 1992.